# Sphingonotus yechengensis
Sphingonotus yechengensis är en insektsart som beskrevs av Zheng, Z., B. Xi och Yong Shan Lian 1994. Sphingonotus yechengensis ingår i släktet Sphingonotus och familjen gräshoppor. Inga underarter finns listade i Catalogue of Life.